# Florian Bruns
Florian Bruns (ur. 21 sierpnia 1979 w Oldenburgu) – niemiecki piłkarz występujący na pozycji pomocnika. Zawodnik klubu FC St. Pauli.

## Kariera klubowa
Bruns jako junior grał w klubach TuS Bloherfelde, VfL Edewecht, FC Rastede, VfL Bad Zwischenahn oraz VfB Oldenburg. W 1999 roku trafił do zespołu SC Freiburg z Bundesligi. Zadebiutował w niej 15 sierpnia 1999 roku w zremisowanym 1:1 meczu z SSV Ulm 1846. 4 grudnia 1999 roku w zremisowanym 2:2 pojedynku z FC Schalke 04 strzelił pierwszego gola w Bundeslidze. W 2002 roku Bruns spadł z zespołem do 2. Bundesligi.
W styczniu 2003 roku doszedł do ekipy 1. FC Union Berlin, również z 2. Bundesligi. Spędził tam 1,5 roku. W tym czasie rozegrał tam 43 ligowe spotkania i zdobył 4 bramki. W 2004 roku, po spadku Unionu do Regionalligi Nord, Bruns przeniósł się do drugoligowej Alemannii Akwizgran. Pierwszy ligowy mecz zaliczył tam 9 sierpnia 2004 roku przeciwko Eintrachtowi Frankfurt (1:1). Barwy Alemannii reprezentował przez 2 lata.
Latem 2006 roku przeszedł do zespołu FC St. Pauli z Regionalligi Nord. W 2007 roku awansował z nim do 2. Bundesligi, a w 2010 roku do Bundesligi.

## Kariera reprezentacyjna
W latach 1999–2001 Bruns rozegrał 13 spotkań i zdobył 4 bramki w reprezentacji Niemiec U-21.